# Hesperagrion
Hesperagrion – rodzaj ważek z rodziny łątkowatych (Coenagrionidae).
Do rodzaju należy jeden żyjący gatunek
- Hesperagrion heterodoxum

oraz wymarły
- Hesperagrion praevolans